# Papiro 27
Il Papiro 27 ({\displaystyle {\mathfrak {p}}}27) è un antico manoscritto papiraceo, datato paleograficamente al III secolo, e contenente un frammento del testo della Lettera ai Romani (8:12-22.24-27; 8:33-9:3.5-9) in lingua greca.

## Descrizione
Il testo è rappresentativo del tipo testuale alessandrino. Kurt Aland lo collocò nella categoria I. Lo scriba che lo redasse potrebbe aver composto anche {\displaystyle {\mathfrak {p}}}20
Il manoscritto mostra concordanze con il Codex Sinaiticus, il Codex Vaticanus e altri testimoni alessandrini.
È correntemente conservato alla Cambridge University Library (Add. 7211) a Cambridge.